# La Ensenada (Tabasco)
La Ensenada es una localidad del municipio de Jalpa de Méndez ubicado en la subregión centro del estado mexicano de Tabasco.

## Geografía
La localidad se ubica a 6.2 kilómetros (en dirección suroeste) de la localidad de Jalpa de Méndez, la cabecera y lugar más poblado del municipio. Se sitúa en las coordenadas geográficas 18°13′37″N 93°05′20″O / 18.226944, -93.088889, a una elevación de 1 metro sobre el nivel del mar.

## Demografía
Según el Conteo de Población y Vivienda 2020, efectuado por el Instituto Nacional de Estadística y Geografía, la localidad de La Ensenada tiene 502 habitantes, de los cuales 241 son del sexo masculino y 261 del sexo femenino. Su tasa de fecundidad es de 2.6 hijos por mujer y tiene 113 viviendas particulares habitadas.
| Gráfica de evolución demográfica de La Ensenada entre 1995 y 2020 |
|                                                                   |
| INEGI.                                                            |